# Walter Christian
Walter Herrmann Christian (* 31. August 1905 in Kamenz; † 20. Februar 1990 in Freiberg) war ein deutscher Maschinenbauingenieur und Hochschullehrer.

## Leben
Walter Christian legte 1925 am Sophien-Realgymnasium in Berlin das Abitur ab. Anschließend studierte er an der TH Berlin Allgemeinen Maschinenbau. Nach dem Erwerb des Diploms im Jahr 1931 arbeitete er als Assistent am Institut für Kälte- und Trockentechnik der TH Berlin. Ab 1935 wirkte er über zehn Jahre lang als Konstrukteur in der Firma Rheinmetall-Borsig. Vom März bis April 1945 diente er im Zweiten Weltkrieg, nach Kriegsende kehrte er in die Firma zurück und übernahm als Oberingenieur die Leitung der Abteilung Kolbenverdichter. 1947 trat Walter Christian eine Stelle als Oberingenieur bei der Alte Tegeler Maschinenkessel und Apparatebauer GmbH an, wo er u. a. den Kompressorenbau leitete. 1948 wurde er an der TH Berlin zum Dr.-Ing. promoviert.
1949 berief ihn die Bergakademie Freiberg zum ordentlichen Professor für Technische Wärmelehre und Maschinenkunde, gleichzeitig wurde er Institutsdirektor. Nach der Dritten Hochschulreform der DDR im Jahr 1968 wurden sämtliche Institute aufgelöst und in Sektionen überführt. Christian wirkte ab 1969 als Professor für Energietechnik an der Sektion Maschinen- und Energietechnik der Bergakademie. Im Jahr 1970 wurde er emeritiert. 1980 wurde sein Wirken in Freiberg mit einem Ehrenkolloquium gewürdigt.

## Veröffentlichungen (Auswahl)
- Das Verhalten der realen Gase bei hohen Drücken und dessen Berücksichtigung bei der Berechnung und Untersuchung von Hochdruck-Verdichtern. Dissertation, TH Berlin, 1948
- Technische Wärmelehre. Lehrbriefreihe, Bergakademie Freiberg, 1953–1963
- Technische Wärmelehre. Deutscher Verlag für Grundstoffindustrie Leipzig, 2 Bände, 1958–1968
- Einführung in die technische Thermodynamik. Deutscher Verlag für Grundstoffindustrie Leipzig, 1973